# فلاجيلين

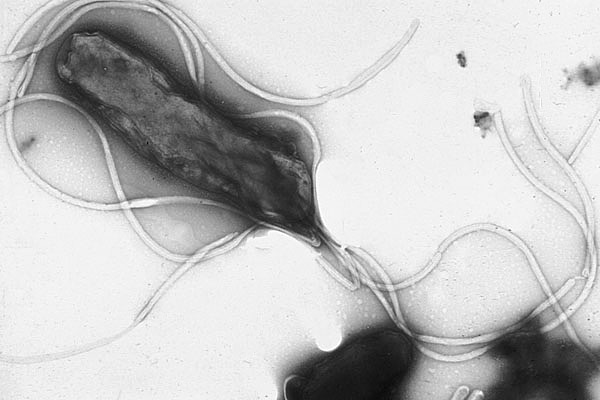
الملوية البوابية تحت المجهر الإلكتروني، تظهر سياط متعددة على سطح الخلية

الفلاجيلين هو بروتين كروي يرتب نفسه في اسطوانة جوفاء على شكل خيوط في البكتيرية السوطية. كتلته من حوالي 30000 إلى 60000  دالتون. الفلاجيلين هو المكون الرئيسي للأسواط البكتيرية وهو موجود بكميات كبيرة تقريبا في كل البكتيريا السوطية.

## الهيكل
هيكل الفلاجيلين هو المسئول عن الشكل اللولبي للشعيرة والتي لديها أهمية كبيرة في وظيفته الطبيعية.
النهايات إن والنهايات سي في الفلاجيلين تكوّن قلب بروتين الفلاجيلين وهي المسئولة عن قدرة الفلاجيلين على البلمرة في خيوط.  البقايا الوسطية تشكل السطح الخارجي للخيوط السوطية. وفي حين تتشابه نهايات البروتين تقريبا بين كل البكتيريا السوطية فإن المكون الوسطي يختلف بشكل كبير.

## الاستجابة المناعية

### في الثدييات
الثدييات غالبا كونت  استجابات مناعية مكتسبة (T-cell والأجسام المضادة) ضد البكتيريا السوطية والتي تحدث بشكل متكرر ضد المستضدات السوطية. وقد تبين أيضا أن الفلاجيلين يتفاعل مباشرة مع TLR5 على الخلايا التائية. بعض البكتيريا قادرة على التبديل بين عدة  الجينات سوطية من أجل التهرب من هذا الرد المناعي.
الميل نحو الاستجابة المناعية ضد الفلاجيلين يمكن تفسيره بحقيقتين:
- الفلاجيلين بروتين متوفر بوفرة في البكتيريا السوطية.
- يوجد  مستقبلات مناعية فطرية تتعرف على الفلاجيلين مثل  مستقبلات شبيه بالتول 5 (TLR5).[5]

### في النباتات
بالإضافة إلى ذلك فإن هناك تسلسل من الأحماض الأمينية يعرف ب(flg22) والذي يتعرف على النهاية إن في الفلاجيلين والتي تحفز جهاز المناعة في النبات الاستجابة المناعية في نبات Arabidopsis thaliana تعمل عن طريق شبيه المستقبل FLS2 أو المستقبل الحساس للفلاجيلين 2 والذي فور التعرف على flg22 يرتبط بشبيه مستقبل آخر يسمى BAK1 ليطلق إشارة مجالية. حيث تقوم ما تسمى بـMAPK أو مستقبلات الهيستامين التنشيطية بإطلاق استجابة مناعية في شكل أكثر من 900 جين للعمل ضد التسلسل flg22 وابطاله
التحفيز الأولى بالتسلسل flg22  أدى إلى تعزيز المقاومة ضد البكتيريا الغزاة.

## وصلات خارجية
- Flagellin في المكتبة الوطنية الأمريكية للطب نظام فهرسة المواضيع الطبية (MeSH).

- Bacterial flagellin and plant disease resistance, published by Zipfel. et al. (2004) Abstract Article